# Württemberger Weinstraße

Logo

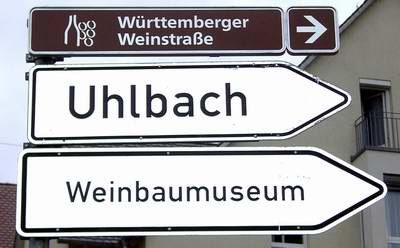
Hinweisschild Württemberger Weinstraße

Die Württemberger Weinstraße (auch Württembergische Weinstraße) ist eine Ferienstraße durch das Weinbaugebiet Württemberg, die in Niederstetten-Oberstetten beginnt, über Weikersheim (bei Bad Mergentheim), Heilbronn, Ludwigsburg und Stuttgart bis nach Metzingen führt. Den südlichen Endpunkt der Württemberger Weinstraße stellt die Weinbauexklave Kressbronn am Bodensee dar.
Die 494 Kilometer lange touristische Straße beginnt im Norden im Taubertal und führt durch die Württemberger Weinbaugebiete an den Ufern der Flüsse Tauber, Kocher, Jagst, Neckar, Sulm, Lein, Zaber, Schozach, Bottwar und Rems bis in die Sieben-Keltern-Stadt Metzingen im Süden.
Eine Exklave der Württemberger Weinstraße ist Kressbronn am Bodensee, wo Württemberger Weine über die Landesgrenze hinaus bis nach Lindau (Bodensee) angebaut werden.
Die Route führt durch alle württembergische Weinregionen an vielen Sehenswürdigkeiten vorbei.
Am 13. Oktober 2004 wurde die neue Weinstraße in Tripsdrill offiziell eingeweiht.
Die Württemberger Weinstraße ist der Nachfolger der bisherigen Schwäbischen Weinstraße, jedoch mit überarbeiteter Route. Im Osten ist die „Remstal-Route“ integriert worden.
Am 12. April 2007 wurde die Strecke etwas verlängert: Sie führt jetzt ab Stuttgart-Münster direkt ins Stuttgarter Stadtzentrum und zurück nach Bad Cannstatt.

## Streckenverlauf

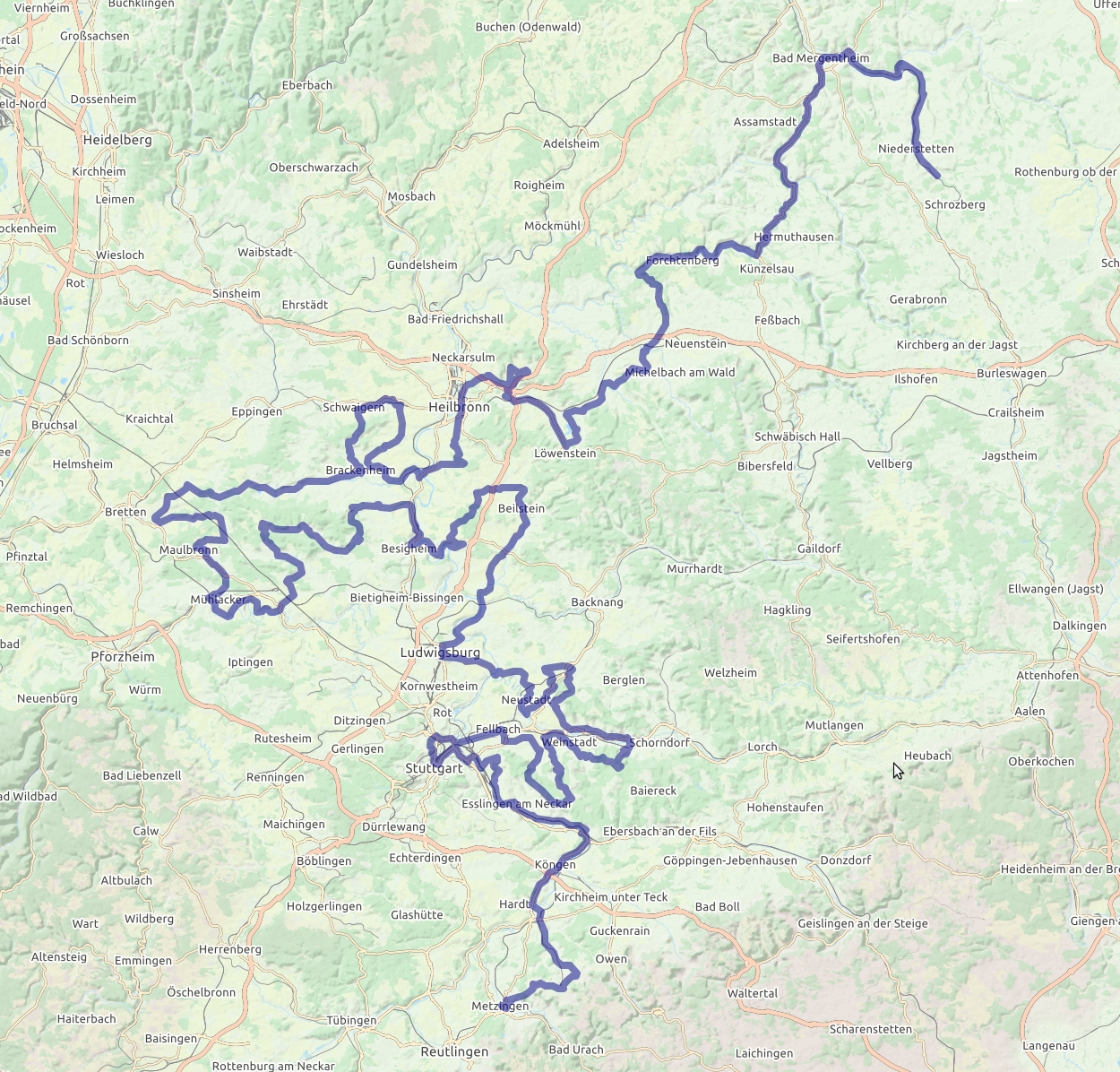
Streckenverlauf von Niederstetten bis Metzingen (nicht abgebildet: Kressbronn am Bodensee)

(Info des Regierungspräsidiums Stuttgart vom 1. April 2004)
- Start: Start in Oberstetten bei Niederstetten zum Schloss Weikersheim von dort auf der Landstraße 2251 nach Markelsheim – Igersheim
- ab Igersheim auf der Bundesstraße 19 über Bad Mergentheim – Stuppach – Dörzbach – Stachenhausen bis nach Ingelfingen;
- ab Ingelfingen auf der Landstraße 1045 nach Criesbach – Niedernhall – Weißbach – Forchtenberg;
- vor Sindringen auf der Landstraße 1050 nach Zweiflingen – Öhringen – Pfedelbach;
- ab Pfedelbach auf der Kreisstraße 2347 nach Windischenbach auf die Landstraße 1035 nach Adolzfurt – Eschenau – Affaltrach, auf der Kreisstraße 2123 nach Weiler und auf der 2108 nach Reisach und von dort auf der Kreisstraße 2106 nach Löwenstein;
- ab Löwenstein auf der Bundesstraße 39 nach Willsbach – Ellhofen – Weinsberg;
- ab Weinsberg auf der Landesstraße 1036 nach Eberstadt, von dort auf der Kreisstraße 2005 nach Gellmersbach, über die Kreisstraße 2126 nach Erlenbach – Binswangen und weiter auf der Landesstraße 1101 nach Neckarsulm;
- ab Neckarsulm auf der Bundesstraße 27 nach Heilbronn;
- ab Heilbronn auf der Landesstraße 1100 nach Flein, Richtung Ilsfeld, auf halber Strecke über die Kreisstraße 2155 nach Talheim und Lauffen;
- ab Lauffen über die Landesstraße 1103 und Kreisstraße 2074 nach Hausen und Dürrenzimmern;
- ab Dürrenzimmern auf der Landesstraße 1106 nach Nordhausen – Nordheim;
- ab Nordheim auf der Landesstraße 1105 nach Großgartach – Leingarten;
- ab Leingarten auf der Bundesstraße 293 nach Schwaigern und von dort über die Kreisstraße 2151 nach Neipperg und Brackenheim;
- ab Brackenheim auf der Landesstraße 1103 nach Frauenzimmern – Güglingen – Pfaffenhofen – Zaberfeld – Sternenfels – Oberderdingen;

auf der Landesstraße 554 über Großvillars nach Knittlingen K 4515-K 4518 – Hohenklingen – K4517 – Freudenstein – K 4516 nach Diefenbach;
- ab Diefenbach auf der Landesstraße 1134 nach Zaisersweiher und über die Landesstraße 1131 nach Maulbronn; über die Bundesstraße 35 nach Lienzingen – L 1134 Mühlacker-Eckenweiher L 1134/Osttangente/B 10 Mühlacker L 1134 K 4505 Mühlacker-Lomersheim-Abzweigung Mühlacker-Mühlhausen K 4505 K1648 Vaihingen-Roßwag;
- ab Roßwag über die Kreisstraße 1148 nach Vaihingen an der Enz und über die Bundesstraße 10 und die Landesstraße 1125 und 1106 nach Ensingen und Horrheim;
- ab Horrheim über die Landesstraße 1131 nach Gündelbach;
- ab Gündelbach über die Kreisstraße 1644 nach Häfnerhaslach und über die 1642 nach Ochsenbach, weiter auf der Landstraße 1110 nach Hohenhaslach, auf der Landesstraße 1106 von Hohenhaslach nach Freudental Richtung Bönnigheim, vor Bönnigheim auf der Kreisstraße 1632 und 2269 nach Tripsdrill; von dort über die Kreisstraße 1680 nach Bönnigheim;
- ab Bönnigheim über die Kreisstraße nach Hohenstein und Kirchheim, auf der Bundesstraße 27 von Kirchheim über Walheim nach Besigheim, über die Kreisstraße 1677 nach Hessigheim und Mundelsheim;
- ab Mundelsheim über die Kreisstraße 1700 auf der Landesstraße 1115 Richtung Ottmarsheim, von Ottmarsheim über die Kreisstraße 1621, 2085 und 2156 nach Ilsfeld, auf der Landesstraße 1105 nach Auenstein und über die Kreisstraße 2089 nach Helfenberg – Söhlbach – Beilstein;
- ab Beilstein auf der Landesstraße 1100 nach Oberstenfeld – Großbottwar – Steinheim an der Murr – Marbach am Neckar – Neckarweihingen und auf der 1124 nach Ludwigsburg;
- ab Ludwigsburg auf der Bundesstraße 27 über die Landesstraße 1140 nach Neckarrems, Hohenacker und Neustadt, auf der Landesstraße 1909 nach Waiblingen und über die Kreisstraße 1911 nach Winnenden,
- ab Winnenden auf der Kreisstraße 1853 über Schelmenholz, Hanweiler und den Hanweiler Sattel nach Korb,
- ab Korb auf der Kreisstraße 1912 nach Kleinheppach – Großheppach und weiter auf der Kreisstraße 1855 nach Grunbach – Geradstetten nach Hebsack; von Hebsack nach Winterbach; über die Landesstraße 1150 und Kreisstraße 1865 nach Manolzweiler – Schnait, auf der 1862, 1866 und 1861 nach Endersbach;
- ab Endersbach auf die Landesstraße 1201 nach Strümpfelbach – Schanbach – Aichschieß;
- ab Aichschieß über die Kreisstraßen 1267, 1213 und 1214 und der Landesstraße 1199 nach Stetten im Remstal;
- ab Stetten über die Kreisstraße 1857 nach Rommelshausen und über die Landesstraße 1198 nach Fellbach,
- in Fellbach auf der Landesstraße 1197 auf die Bundesstraße 14 Richtung Stuttgart-Bad Cannstatt; über die Landesstraße 1910 Neugereut und Hofen, dann Hofener Straße, Teinacher Straße/Sulzerrainstraße, Schmidener Straße/Überlinger Straße, Wilhelmsbrücke, Brückenstraße, Altenburger Steige, Hallschlag, Auerbachstraße, Pragsattel, Killesberg, Birkenwaldstraße, Stuttgarter Innenstadt und über die Neckarstraße und Mercedesstraße weiter nach Historische Kelter in Metzingen

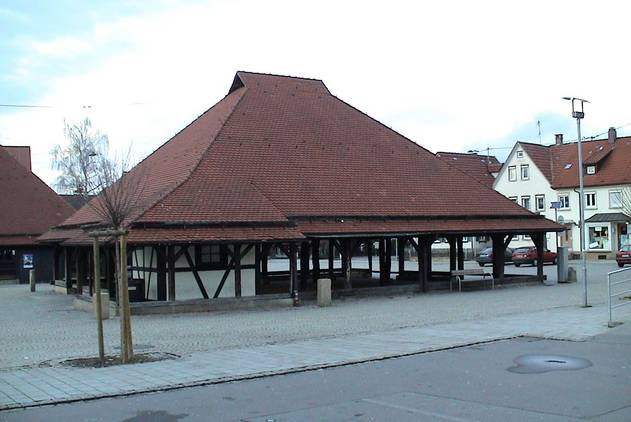
Historische Kelter in Metzingen

- Stuttgart-Untertürkheim – Stuttgart-Rotenberg (Stuttgart) – Stuttgart-Uhlbach – Stuttgart-Obertürkheim;
- ab Stuttgart-Obertürkheim auf der Kreisstraße 1270 nach Mettingen bis Esslingen am Neckar;
- ab Esslingen auf die Landesstraße 1192 nach Plochingen und über die Bundesstraße 313 nach Nürtingen;
- ab Nürtingen über die Landesstraße 1250 über Frickenhausen nach Frickenhausen-Linsenhofen und von dort die Kreisstraße 1261 nach Beuren;
- ab Beuren über die Landesstraße 1210 nach Neuffen – Kohlberg – Metzingen;

Ziel: Kressbronn am Bodensee – Ende der Württemberger Weinstraße.